# Chris Rutenfrans
Chris Rutenfrans (Enter, 1953) is een Nederlandse criminoloog en redacteur. 

## Levensloop
Rutenfrans groeide op in een katholiek Twents plattelandsmilieu. Hij studeerde rechten en criminologie in Nijmegen. Rutenfrans was universitair docent criminologie in Nijmegen, daar werkte hij o.a. samen met Andreas Burnier. In 1989 promoveerde hij op de dissertatie Criminaliteit en sexe (Arnhem, Gouda Quint), waarin hij een verklaring geeft voor de verschillen in het criminele gedrag van mannen en vrouwen. Van 1990 tot december 1997 werkte hij op het ministerie van Justitie, eerst bij het WODC, later op de directie Voorlichting waar hij speechwriter was voor de ministers Ernst Hirsch Ballin en Winnie Sorgdrager. Van 1997 tot 2006 was hij redacteur van dagblad Trouw, eerst bij de redactie religie & filosofie en vanaf 1 januari 2000 bij 'Letter en Geest’, de cultuurbijlage van Trouw. Sinds 1 september 2006 is hij redacteur van Forum, de opiniepagina van de Volkskrant.

## Discussie op gang brengen
Rutenfrans is bekend geworden om zijn ongezouten meningen over onder andere het ‘multiculturele drama’. Lang voor Paul Scheffer en Pim Fortuyn veroorzaakte Rutenfrans al felle discussies naar aanleiding van door hem geschreven artikelen als ‘Onze cultuur is de beste’ en ‘Hoe crimineel zijn allochtonen’. 'Onze cultuur is de beste' was bedoeld om de discussie over multiculturaliteit op gang te brengen. Rutenfrans zegt daar zelf over: ‘Je moet niet schromen te zeggen dat de Westerse cultuur de beste is. Niet per se omdat het zo is, maar om meningen uit te wisselen. Zeg gewoon tegen nieuwkomers: "De Westerse cultuur geeft jullie alle kansen. Daarvoor ben je hier gekomen, doe dan ook met ons mee". De Westerse cultuur is de enige cultuur die kritiek toestaat en kan zich daardoor steeds verbeteren. In een Islamitisch land is "onze cultuur is de beste" helemaal geen issue. Mensen vinden dat daar volkomen vanzelfsprekend. In het Westen is in ieder geval discussie mogelijk.'
Zijn artikel Hoe crimineel zijn allochtonen schreef Rutenfrans om een stilzwijgen rond criminaliteit en allochtonen te doorbreken, dat naar zijn mening bestond. Volgens Rutenfrans was het, ondanks dat binnen en buiten justitiële kringen al lange tijd bekend was dat de criminaliteitscijfers onder allochtonen hoger liggen dan onder autochtonen en deze groep binnen de gevangenispopulatie oververtegenwoordigd was, tot halverwege de jaren negentig absoluut ongepast om daarover te spreken, laat staan om er over te publiceren. Pas onder minister Sorgdrager zouden de cijfers voor het eerst naar buiten gekomen zijn. Rutenfrans wilde de hogere criminaliteit als probleem aan de kaak stellen, want als een probleem niet benoemd wordt, kan het ook niet worden opgelost, aldus Rutenfrans.

## Dalrymple
In 2004 introduceerde Chris Rutenfrans Theodore Dalrymple in Nederland. Hij vertaalde het boek Leven aan de onderkant. In het daaropvolgende jaar schreef hij de inleiding bij het tweede boek van Dalrymple: Onze beschaving of wat daarvan over is. Rutenfrans is vaak te gast in praatprogramma's, onder andere bij 'Rondom Tien', 'Buitenhof' en OBA live (Radio 5). Rutenfrans verzet zich, net als Dalrymple tegen cultuurrelativisme en stelt dat mensen zelf verantwoordelijk zijn voor hun daden. Rutenfrans meent dat intellectuelen die preken dat iedereen gelijk is, valse predikers zijn. Rutenfrans: 'Intellectuelen weten zelf heel goed dat ze wel een vrije wil hebben. Die vrijheid willen ze ook. Tegelijkertijd doen ze net alsof criminelen en asocialen niets aan hun situatie kunnen doen. Ze komen in die situatie terecht door armoede, een ellendige jeugd of een verslaving. Door te stellen dat deze mensen geen vrije wil hebben, maak je ze in feite tot een minder slag mensen.'

## Andreas Burnier
Tussen 1980 en het begin van de jaren negentig maakte Rutenfrans – samen met Oek de Jong, Yoeri Albrecht, René van Hezewijk, Peter Nelissen, Joost Vroege en Jaap Verraes  – deel uit van de zgn. "Platoclub", een kring rond de schrijfster Andreas Burnier, en was mede in dat kader samensteller van de bundel Een gevaar dat de ziel in wil (2003) over het leven, werken en denken van deze schrijfster. In 1987 verscheen de bundel Gesprekken in de nacht - Briefwisseling met René van Hezewijk en Chris Rutenfrans, door Andreas Burnier. In 1986 schreef Rutenfrans samen met Andreas Burnier het boek Mag de dokter doden, een pleidooi tegen euthanasie.

## Publicaties (selectie)
- Christ Rutenfrans: Criminaliteit en sexe. Een verklaring voor de verschillen in het criminele gedrag van vrouwen en mannen. Arnhem, Gouda Quint, 1989. ISBN 9060006518
- Andreas Burnier: Gesprekken in de nacht. Briefwisseling 1981-1986 met René van Hezewijk en Chris Rutenfrans. Amsterdam, Querido, 1987. ISBN 9021455536
- De terugkeer van de geschiedenis. Letter & geest. Onder red. van Jaffe Vink en Chris Rutenfrans. Amsterdam, Augustus/Trouw, 2005. ISBN 9045700166
- C.I. Dessaur & C.J.C. Rutenfrans: Mag de dokter doden? Argumenten en documenten tegen het euthanasiasme. Amsterdam, Querido, 1986. ISBN 9789021459585

- Bibliothèque nationale de France: cb12741935v (data)
- International Standard Name Identifier: 0000 0000 5745 563X
- Library of Congress Control Number: n87939519
- Nederlandse Thesaurus van Auteursnamen: 07254404X
- Système universitaire de documentation: 186176562
- Virtual International Authority File: 69055659
- WorldCat: E39PBJbRjK6JhR8DBp9tfvmmVC